# ROW Rybnik (żużel)
ROW Rybnik – polski klub żużlowy z Rybnika. 12-krotny drużynowy mistrz Polski.
Przed wojną i w pierwszych latach po wojnie funkcjonował jako „Rybnicki Klub Motocyklowy”. W 1948 roku jego działalność przejęło Zrzeszenie „Budowlani”, natomiast w 1951 roku KS „RYF”, jednak całością spraw sportowych, w związku z reorganizacją polskiego sportu, kierowało Zrzeszenie „Górnik”, pod którą to nazwą funkcjonował, początkowo, w czasie ich istnienia, jako centralna sekcja żużlowa Zrzeszenia, i przy której to nazwie pozostał również po „odwilży”, niemniej w połowie lat 60. został jedną z sekcji nowo powstałego KS „ROW”.
W rozgrywkach ligowych brał udział w latach 1948–1993.
W sezonie 1994 do rozgrywek przystąpił RKM Rybnik.

## Historia
W 1932 roku powstał Rybnicki Klub Motocyklowy. Po II wojnie światowej, w 1946 r. klub wznowił działalność. Dwa lata później działalność RKM przejęło Zrzeszenie "Budowlani". W tym samym roku odbyła się pierwsza edycja drużynowych mistrzostw Polski na żużlu. Rybnicka drużyna zajęła w eliminacjach 11. miejsce. Rybniczanie wystartowali więc na drugoligowym froncie, gdzie uplasowali się na drugim miejscu, które dało im awans do I ligi. W 1950 r. zawodnicy z Rybnika zajmując drugie miejsce w ligowej tabeli wywalczyli pierwszy medal DMP dla klubu.
W roku 1951 działalność sekcji przejął Klub Sportowy "RYF". Całością spraw sportowych kierowało Zrzeszenie "Górnik". Po sezonie 1954 Górnik opuścił I ligę, jednak już w następnych rozgrywkach wywalczył do niej awans. W 1956 roku drużyna zdobywa pierwszy tytuł drużynowego mistrza Polski. W dwóch następnych sezonach Górnik ponownie okazuje się najlepszy w kraju. Kolejne tytuły DMP zawodnicy z Rybnika zdobywają w latach 1962-1968, całkowicie dominując rozgrywki ligowe w Polsce. W międzyczasie, w 1964 roku nastąpiło połączenie Górnika Rybnik z Górnikiem Chwałowice, w wyniku czego nowy klub przyjął nazwę „Klub Sportowy Rybnickiego Okręgu Węglowego w Rybniku”. Rybnicki ROW zdobywa drużynowe mistrzostwo Polski jeszcze w 1970 i 1972 roku.
W 1993 roku KS ROW Rybnik zakończył działalność. Od 1994 roku w lidze startował Rybnicki Klub Motorowy, który swoją nazwą nawiązał do dawnych czasów miejscowego sportu żużlowego.

## Sezony
| Sezon | Rozgrywki ligowe | Rozgrywki ligowe | Rozgrywki ligowe | Rozgrywki ligowe | Uwagi                                        |
| Sezon | Liga             | Liga             | Miejsce          | Miejsce          | Uwagi                                        |
| ----- | ---------------- | ---------------- | ---------------- | ---------------- | -------------------------------------------- |
| 1948  | Eliminacje       | Eliminacje       | 11/16            | 11/16            | Kwalifikacja do II ligi                      |
| 1948  | II               | II liga          | 2/9              | 2/9              |                                              |
| 1949  | I                | I liga           | 8/9              | 8/9              | Brak spadku – zarządzono baraże              |
| 1949  | I                | I liga           | 8/9              | 8/9              | 2. miejsce w turnieju barażowym o utrzymanie |
| 1950  | I                | I liga           | 2/9              | 2/9              |                                              |
| 1951  | I                | Liga             | 3/10             | 3/10             |                                              |
| 1952  | I                | Liga             | 6/10             | 6/10             |                                              |
| 1953  | I                | Liga             | 5/10             | 5/10             |                                              |
| 1954  | I                | Liga             | 7/10             | 7/10             |                                              |
| 1955  | II               | II liga          | 1/7              | 1/7              |                                              |
| 1956  | I                | I liga           | 1/8              | 1/8              |                                              |
| 1957  | I                | I liga           | 1/8              | 1/8              |                                              |
| 1958  | I                | I liga           | 1/8              | 1/8              |                                              |
| 1959  | I                | I liga           | 2/8              | 2/8              |                                              |
| 1960  | I                | I liga           | 5/8              | 5/8              |                                              |
| 1961  | I                | I liga           | 2/8              | 2/8              |                                              |
| 1962  | I                | I liga           | 1/8              | 1/8              |                                              |
| 1963  | I                | I liga           | 1/8              | 1/8              |                                              |
| 1964  | I                | I liga           | 1/8              | 1/8              |                                              |
| 1965  | I                | I liga           | 1/8              | 1/8              |                                              |
| 1966  | I                | I liga           | 1/8              | 1/8              |                                              |
| 1967  | I                | I liga           | 1/8              | 1/8              |                                              |
| 1968  | I                | I liga           | 1/8              | 1/8              |                                              |
| 1969  | I                | I liga           | 3/8              | 3/8              |                                              |
| 1970  | I                | I liga           | 1/8              | 1/8              |                                              |
| 1971  | I                | I liga           | 3/8              | 3/8              |                                              |
| 1972  | I                | I liga           | 1/8              | 1/8              |                                              |
| 1973  | I                | I liga           | 4/8              | 4/8              |                                              |
| 1974  | I                | I liga           | 3/8              | 3/8              |                                              |
| 1975  | I                | I liga           | 6/8              | 6/8              |                                              |
| 1976  | I                | I liga           | 7/10             | 7/10             |                                              |
| 1977  | I                | I liga           | 7/10             | 7/10             |                                              |
| 1978  | I                | I liga           | 6/10             | 6/10             |                                              |
| 1979  | I                | I liga           | 6/10             | 6/10             |                                              |
| 1980  | I                | I liga           | 2/10             | 2/10             |                                              |
| 1981  | I                | I liga           | 8/10             | 8/10             |                                              |
| 1982  | I                | I liga           | 10/10            | 10/10            |                                              |
| 1983  | II               | II liga          | 1/8              | 1/8              |                                              |
| 1984  | I                | I liga           | 4/10             | 4/10             |                                              |
| 1985  | I                | I liga           | 6/10             | 6/10             |                                              |
| 1986  | I                | I liga           | 8/10             | 8/10             |                                              |
| 1987  | I                | I liga           | 6/10             | 6/10             |                                              |
| 1988  | I                | I liga           | 2/10             | 2/10             |                                              |
| 1989  | I                | I liga           | 3/10             | 3/10             |                                              |
| 1990  | I                | I liga           | 2/8              | 2/8              |                                              |
| 1991  | I                | I liga           | 8/8              | 8/8              | Przegrane baraże o utrzymanie                |
| 1992  | II               | II liga          | 1/11             | 1/11             |                                              |
| 1993  | I                | I liga           | 9/10             | 9/10             |                                              |

| Poziom ligowy | Liczba sezonów | Sezony                                |
| ------------- | -------------- | ------------------------------------- |
| I             | 42             | 1949–1954, 1956–1982, 1984–1991, 1993 |
| II            | 4              | 1948, 1955, 1983, 1992                |

## Osiągnięcia

### Krajowe
Poniższe zestawienia obejmują osiągnięcia klubu oraz indywidualne osiągnięcia zawodników w rozgrywkach pod egidą PZM oraz GKSŻ.

#### Mistrzostwa Polski
Drużynowe mistrzostwa Polski
- 1. miejsce (12): 1956, 1957, 1958, 1962, 1963, 1964, 1965, 1966, 1967, 1968, 1970, 1972
- 2. miejsce (6): 1950, 1959, 1961, 1980, 1988, 1990
- 3. miejsce (5): 1951, 1969, 1971, 1974, 1989

Młodzieżowe drużynowe mistrzostwa Polski
- 2. miejsce (1): 1984

Mistrzostwa Polski par klubowych
- 2. miejsce (1): 1988
- 3. miejsce (5): 1973, 1974, 1975, 1985, 1990

Młodzieżowe mistrzostwa Polski par klubowych
- 1. miejsce (1): 1983
- 2. miejsce (1): 1984
- 3. miejsce (3): 1980, 1990, 1993

Indywidualne mistrzostwa Polski
- 1. miejsce (9):
  - 1947 – Eryk Pierchała (kl. 350 cm³)
  - 1958 – Stanisław Tkocz
  - 1964 – Andrzej Wyglenda
  - 1965 – Stanisław Tkocz
  - 1966 – Antoni Woryna
  - 1968 – Andrzej Wyglenda
  - 1969 – Andrzej Wyglenda
  - 1971 – Jerzy Gryt
  - 1973 – Andrzej Wyglenda
- 2. miejsce (10):
  - 1951 – Alfred Spyra
  - 1957 – Joachim Maj
  - 1963 – Joachim Maj
  - 1964 – Joachim Maj
  - 1965 – Andrzej Wyglenda
  - 1967 – Antoni Woryna
  - 1970 – Andrzej Wyglenda
  - 1973 – Jerzy Gryt
  - 1977 – Andrzej Tkocz
  - 1990 – Mirosław Korbel
- 3. miejsce (6):
  - 1947 – Jan Sanecznik (kl. pow. 350 cm³)
  - 1956 – Stanisław Tkocz
  - 1958 – Joachim Maj
  - 1962 – Joachim Maj
  - 1970 – Antoni Woryna
  - 1971 – Andrzej Wyglenda

Młodzieżowe indywidualne mistrzostwa Polski
- 1. miejsce (1):
  - 1971 – Jerzy Wilim
- 2. miejsce (2):
  - 1984 – Adam Pawliczek
  - 1990 – Dariusz Fliegert

#### Pozostałe
Puchar PZM
- 1. miejsce (11): 1962, 1963, 1964, 1965, 1966, 1967, 1968, 1969, 1971, 1972, 1973
- 2. miejsce (1): 1970

Indywidualny Puchar Polski
- 3. miejsce (1):
  - 1989 – Antoni Skupień

Złoty Kask
- 1. miejsce (6):
  - 1963 – Joachim Maj
  - 1964 – Andrzej Wyglenda
  - 1965 – Stanisław Tkocz
  - 1967 – Antoni Woryna
  - 1971 – Antoni Woryna
  - 1990 – Mirosław Korbel
- 2. miejsce (2):
  - 1963 – Stanisław Tkocz
  - 1979 – Piotr Pyszny
- 3. miejsce (8):
  - 1962 – Joachim Maj
  - 1964 – Joachim Maj
  - 1965 – Antoni Woryna
  - 1966 – Andrzej Wyglenda
  - 1967 – Andrzej Wyglenda
  - 1968 – Stanisław Tkocz
  - 1969 – Andrzej Wyglenda
  - 1970 – Andrzej Wyglenda

Srebrny Kask
- 1. miejsce (1):
  - 1972 – Andrzej Tkocz
- 3. miejsce (1):
  - 1973 – Piotr Pyszny

Brązowy Kask
- 1. miejsce (2):
  - 1977 – Mieczysław Kmieciak
  - 1978 – Mieczysław Kmieciak
- 2. miejsce (1):
  - 1978 – Bronisław Klimowicz

### Międzynarodowe
Poniższe zestawienia obejmują osiągnięcia klubu oraz indywidualne osiągnięcia zawodników krajowych (w zawodach drużynowych, par i indywidualnych) i zagranicznych (w zawodach indywidualnych) w rozgrywkach pod egidą FIM.

#### Mistrzostwa świata
Drużynowe mistrzostwa świata
- 1. miejsce (4):
  - 1961 –  Stanisław Tkocz
  - 1965 –  Antoni Woryna i Andrzej Wyglenda
  - 1966 –  Antoni Woryna i Andrzej Wyglenda
  - 1969 –  Stanisław Tkocz i Andrzej Wyglenda
- 2. miejsce (1):
  - 1967 –  Antoni Woryna i Andrzej Wyglenda
- 3. miejsce (5):
  - 1962 –  Joachim Maj
  - 1968 –  Andrzej Wyglenda
  - 1970 –  Antoni Woryna
  - 1971 –  Antoni Woryna i Andrzej Wyglenda
  - 1974 –  Andrzej Tkocz

Mistrzostwa świata par
- 1. miejsce (1):
  - 1971 –  Andrzej Wyglenda

Indywidualne mistrzostwa świata
- 3. miejsce (2):
  - 1966 –  Antoni Woryna
  - 1970 –  Antoni Woryna